# António de Menezes
António de Castro Mascarenhas de Menezes (* 29. Januar 1891; † 17. November 1961 in Lissabon) war ein portugiesischer Fechter.

## Karriere
De Menezes war 1920 Fahnenträger der portugiesischen Mannschaft bei den Olympischen Spielen in Antwerpen. Im Degeneinzel erreichte er dort den sechsten Platz, mit der Mannschaft belegte er den vierten Rang.
Bei den Olympischen Spielen 1924 in Paris schied er im Degeneinzel in der ersten Runde aus. Mit der Degenmannschaft erreichte er erneut den vierten Platz.
1936 nahm de Menezes ein drittes Mal an Olympischen Spielen teil. In Berlin erreichte er mit der portugiesischen Degenmannschaft den fünften Rang. Darüber hinaus war er bei diesen Spielen als Schiedsrichter im Degenfechten im Einsatz.